# Blenda Sylvan
Blenda Carolina Maria Sylvan, född Grönhagen 4 juli 1867, död 24 december 1935 i Växjö, , var en svensk författare och översättare.
Utöver sina böcker och översättningar medverkade hon med artiklar i dagstidningen Smålandsposten och tidskriften Hertha.
Hon var dotter till kaptenen Claes Grönhagen och Ebba Hartman. Hon gifte sig 1903 med godsägare Ludvig Sylvan.  Hon är gravsatt i Blädinge i Småland.

### Fotnoter
1. ↑  Adelsvapen Grönhagen tab. 8 https://www.adelsvapen.com/genealogi/Gr%C3%B6nhagen_nr_929
2. ↑  .Dödsruna och –annons ur Smålandsposten 27 december 1935 Arkiverad 19 augusti 2014 hämtat från the Wayback Machine.. Läst 15 augusti 2014